# Guillem III de Montferrat
Guillem III (970 - gener del 1042) va ser marquès de Montferrat i comte de Vado des del 991 fins a la seva mort. Era el fill gran i successor d'Otó I.

## Govern al marquesat
Va continuar la política de patronatge eclesial del seu avi Aleram, fundant el monestir de Spigno. En un document de l'any 1014 se l'esmenta juntament al seu germà Riprando, fent donació de terrenys a l'abadia de Fruttuaria. Entre el 1002 i la seva mort va fer nombroses donacions a Acqui Terme.
Guillem va abandonar el suport als emperadors del Sacre Imperi Romanogermànic. Va intervenir activament a les guerres locals italianes que van ser precursores de les que es van produir a la regió a partir del segle xi. Va participar en la Lliga antiimperial amb el comte Oberto el Roig, el marquès Ulric Manfred II i el bisbe Leo de Vercelli. Però els aliats de la Lliga aviat es van veure lluitant els uns contra els altres. El bisbe Leo va assetjar Santhià, on residia Guillem. El qual, en represàlia, va assetjar i va calar foc a Vercelli. Guillem va signar la pau amb Ulric Manfred i va casar el seu fill Enric amb la filla d'Ulric Manfred, Adelaida de Susa. Malgrat que tots els seus aliats havien estat pacificats per les tropes imperials, Guillem va seguir la seva lluita contra l'emperador Conrad II. Però Conrad va destruir la seva fortalesa a la vall del riu Orba.
La Miracula Sancti Bononii recorda l'esposa de Guillem, Waza. Ella va ser enterrada a l'abadia de Saint Bononi. Guillem va morir el 1041, probablement abans del 29 de gener, data en què el seu fill Enric va donar unes terres a l'església de Torí.
Guillem va tenir dos fills:
- Otó II, que va succeir al seu pare en el títol de marquès,
- Enric, que va cogovernar durant uns anys amb el seu germà gran.